# 規模條款

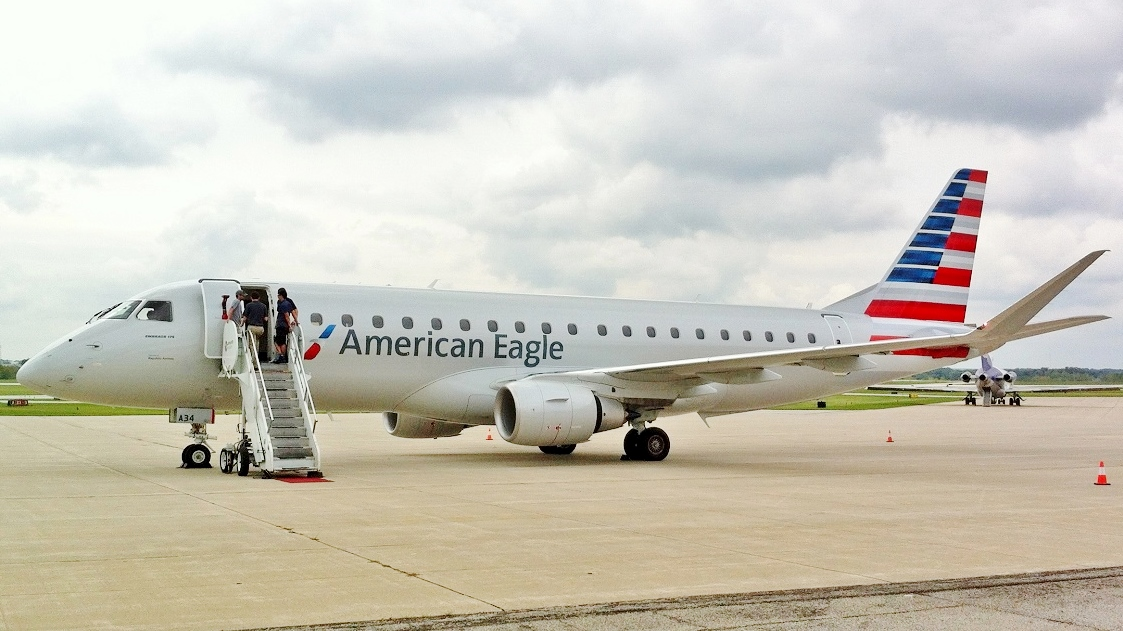
E175符合規款中76座限制

規模條款（英語：Scope clause）是美國主要航空公司與機師工會達成的一份協議，規定聯盟支線航空公司所執行機種類型及其限制。

## 內容
規模條款的目的是透過限制支線航空公司的機隊載客量，來保障主要航空公司機師的工作，使他們的工作不會被外包到薪水較低的區域航空公司。規模條款主要在美國，加拿大和墨西哥出現。規模條款因為能保障工會工作而得到支持，其內容包括限制了支線航空公司的飛機載客量和數量。
| 航空公司     | 50座以下                       | 51-76座                                               |
| ------------ | ------------------------------ | ----------------------------------------------------- |
| 美國航空     | 不限                           | 座位數超過65座飛機數量限制在主線公司窄體飛機數量的40% |
| 達美航空     | 上限348架                      | 上限102架70座飛機，上限153架76座飛機                  |
| 聯合航空     | 上限為聯航窄體客機數目的90%    | 上限255架51-76座飛機，其中最多153架76座飛機           |
| 阿拉斯加航空 | 不限                           | 主線公司機隊規模的43%上限                             |
| 夏威夷航空   | 不能飛行主線公司飛行的主要航線 |                                                       |

美國航空規定支線航空公司飛行在合約中指定城市之間的總飛行時數不能多於美航1.25%。曾替全美航空執飛的CRJ-900和E175飛機及其將來代替機型不受規模條款的載客量限制，兩款機型的載客量分別為79和80人。
達美航空規定85%航班的航程必需為900里內，90%航班的出發或目的地必需為樞紐機場。聯合航空則規定支線航空公司的飛行時數必需少於主線公司，且不能執飛任何聯航在過去24個月內曾營運的航線，除非聯航在該航線上未能獲得足夠的回報。

## 發展
2012年，美國航空、達美航空和聯合航空把支線航空公司噴射機載客量限制在76座及最大起飛重量上限為86,000磅（39噸）。在2013至2017年，巴西航空工业公司在美國獲得近400架E175訂單，以4比1的比例完勝CRJ900。2017年12月，據報導達美航空用盡了153架76座飛機，需要把飛機座位數降低至70座才能繼續營運。巴西航空工業更針對這條款推出E175SC（Special Configuration），把座位限制在70座，但擁有比E170和CRJ700更遠的航程。天西航空替達美航空訂購了30架，並在2018年投入服務。E175SC以E170的價錢出售，而改回成76座則需由巴西航空工業進行。
76座和86,000磅最大起飛重量限制條款最快在2019年才能重新商討（達美和美航則2020年），這導致E175-E2和三菱SpaceJet銷量慘淡。
2019年，庞巴迪宇航推出CRJ550，一款以CRJ700為基礎的50座客機，降低了載客量和最大起飛重量以符合規模條款要求。
E175-E2雖然在2019年12月12日首飛，但由於其最大起飛重量達98,120磅、最大载客量可达90人，超出了規模條款限制，三菱SpaceJet則宣佈停止開發，使E175成為唯一一款符合規模條款仍在投產的客機，亦导致其成为旧E系列飞机中唯一一款仍然在产的机型。